# Fleischstein

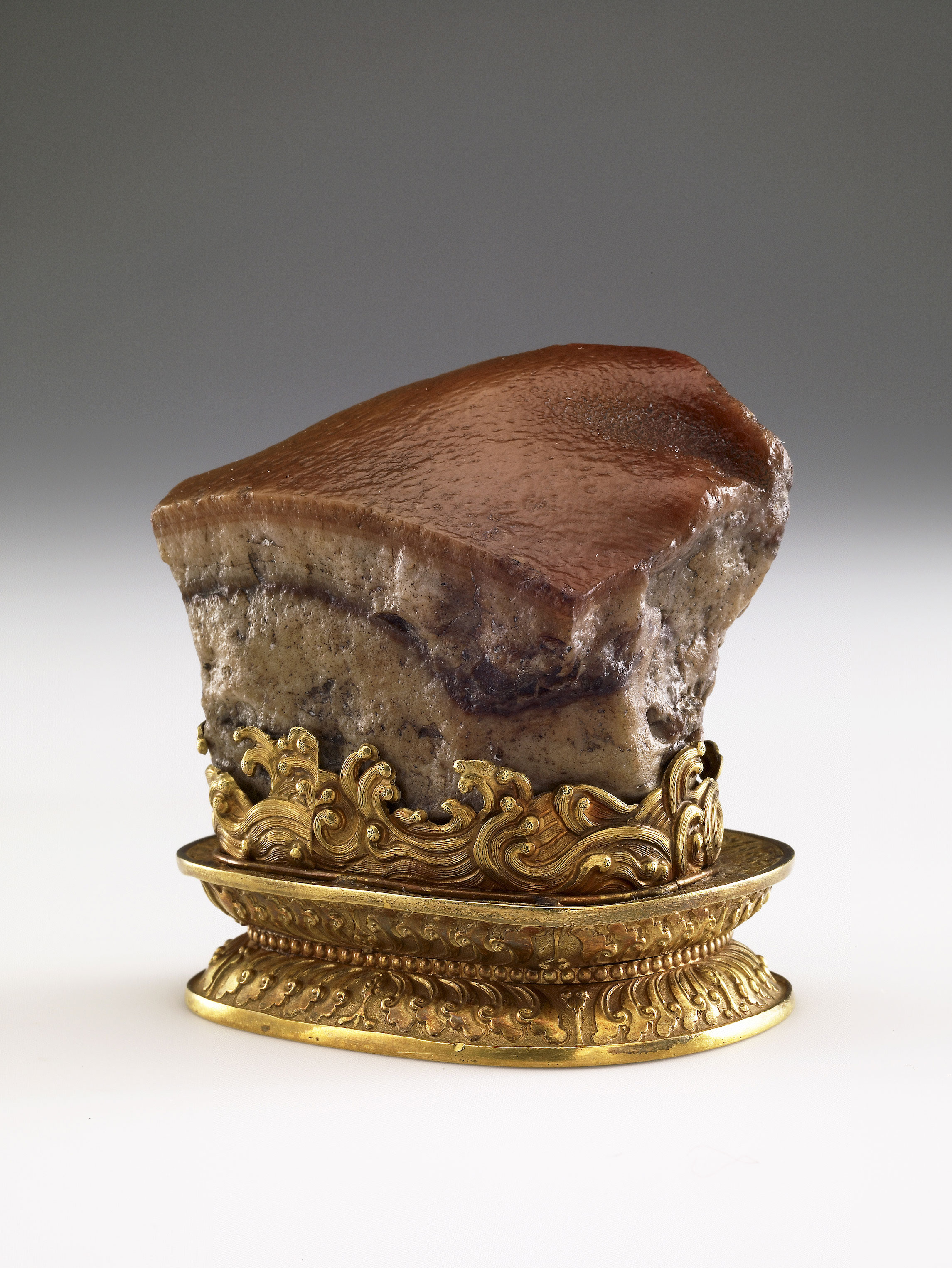
Fleischstein

Der Fleischstein (chinesisch 肉形石, Pinyin Ròuxíngshí) ist ein wertvolles Stück aus der Sammlung des Nationalen Palastmuseums in der Republik China (Taiwan).
Die Skulptur aus der Qing-Dynastie ist 5,73 cm lang, 6,6 cm breit und 5,3 cm tief, dabei wurde die natürliche Farbe eines Achat-Steins ausgenutzt, um ein Stück Fleisch zu imitieren. Der Künstler ist unbekannt, man weiß lediglich, dass das Werk aus dem 19. Jahrhundert stammt.

## Stellenwert
Das Fleischstück zählt gemeinsam mit dem Jadekohl (翠玉白菜,  Cuìyù Báicài) und dem Speiseopfergefäß des Herzogs Mao (毛公鼎,  Máogōngdǐng) zu den „Drei Schätzen des Nationalen Palastmuseums“ (故宮三寶 / 故宫三宝,  Gùgōng Sānbǎo).